# 여자 마라톤 대한민국 기록 추이
여자 마라톤 대한민국 기록은 대한 육상 경기 연맹에서 공인하고 관리한다. 대한민국 여자 마라톤 첫 공식 기록은 1981년 11월 1일 제35회 조선일보 마라톤 대회 때 임은주가 기록한 3시간 00분 16초이다. 당시 대회는 서울시 창동 네거리를 출발해 양주군 화천면 덕정 검문소를 돌아오는 코스에서 펼쳐졌다.
다음은 여자 마라톤 대한민국 기록 추이이다.
| # | 기록            | 차이        | 선수   | 소속     | 날짜          | 대회명                                                | 장소                  | 주석 및 기타                                       | 동영상 |
| 1 | 3시간 00분 16초 | =           | 임은주 | 조폐공사 | 1981. 11. 01  | 제35회 조선일보 마라톤 대회                           | 대한민국 서울 - 양주] | 1위. 여자 마라톤 대한민국 첫 기록                  |        |
| 2 | 2시간 47분 03초 | - 13분 13초 | 임은주 | 조폐공사 | 1982. 01. 24  | 제1회 오사카 여자 마라톤                              | 일본 오사카           | 14위.                                              |        |
| 3 | 2시간 44분 48초 | - 2분 15초  | 최경자 | 산업기지 | 1983. 01. 30  | 오사카 국제 여자 마라톤 대회                          | 일본 오사카           | 11위. 안춘자도 2시간 45분 21초로 신기록 작성(12위) |        |
| 4 | 2시간 39분 51초 | - 4분 57초  | 임은주 | 조폐공사 | 1983. 10. 23* | 해밀턴 국제 마라톤 대회                               | 뉴질랜드 해밀턴       | 1위                                                |        |
| 5 | 2시간 38분 47초 | - 1분 04초  | 최경자 | 산업기지 | 1984. 01. 29  | 오사카 국제 여자 마라톤 대회                          | 일본 오사카           | 9위. 임은주도 신기록 작성(10위).                   |        |
| 6 | 2시간 32분 40초 | - 6분 07초  | 김미경 | 한국전력 | 1987. 04. 11  | 제2회 월드컵 마라톤                                   | 대한민국 서울         | 6위. 임은주도 2시간 37분 06초 기록(11위)           |        |
| 7 | 2시간 30분 09초 | - 2분 31초  | 오미자 | 쌍방울   | 1996. 03. 24  | 1996 동아 국제 마라톤 대회 겸 제67회 동아 마라톤 대회 | 대한민국 경주         | [ 8 ]                                              |        |
| 8 | 2시간 26분 12초 | - 3분 57초  | 권은주 | 코오롱   | 1997. 10. 26  | 1997 춘천 국제 마라톤 대회                            | 대한민국 춘천         | [ 9 ]                                              |        |
| 9 | 2시간 25분 41초 | - 31초      | 김도연 | K-water  | 2018. 03. 18  | 2018 동아일보 서울국제마라톤                          | 대한민국 서울         | 21년만의 경신임                                    |        |

## 같이 보기
- 남자 마라톤 대한민국 기록 추이
- 마라톤 세계 기록 추이